# Аккуанегра-суль-К'єзе
Аккуанегра-суль-К'єзе, Аккуанеґра-суль-К'єзе (італ. Acquanegra sul Chiese, п'єм. Acquanegra sul Chiese) — муніципалітет в Італії, у регіоні Ломбардія, провінція Мантуя.
Аккуанегра-суль-К'єзе розташована на відстані близько 400 км на північний захід від Рима, 105 км на схід від Мілана, 29 км на захід від Мантуї.
Населення — 2978 осіб (2014).

## Демографія
Населення за роками:

Станом на 1 січня 2023 року в муніципалітеті офіційно проживало 286 іноземців з 30 країн, серед них 32 громадяни країн Євросоюзу та 21 громадянин України.

## Сусідні муніципалітети
- Азола
- Боццоло
- Кальватоне
- Каннето-сулл'Ольйо
- Маркарія
- Маріана-Мантована
- Редондеско